# Oberdischingen
Oberdischingen ist eine Gemeinde im Alb-Donau-Kreis in Baden-Württemberg.

## Geographie

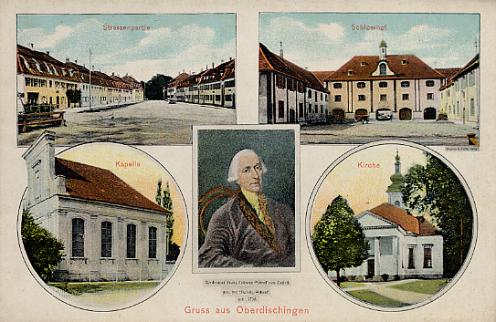
Oberdischingen 1920

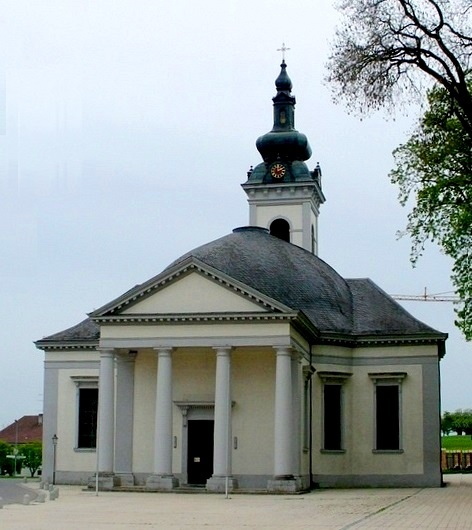
„Schwäbisches Pantheon“

Oberdischingen liegt an der Donau, zwischen Ehingen (Donau) (9 km) und Ulm (18 km).

### Nachbargemeinden
Die Gemeinde grenzt im Norden an den Ortsteil Niederhofen der Gemeinde Allmendingen, im Osten und Süden an die Stadt Erbach und im Westen an Öpfingen.

### Schutzgebiete
Die Donauaue ist auf Oberdischinger Gebiet als Landschaftsschutzgebiet Oberdischingen ausgewiesen. Die Gemeinde hat zudem Anteil am FFH-Gebiet Donau zwischen Munderkingen und Ulm und nördliche Iller.

## Geschichte

### Überblick
Oberdischingen wurde erstmals 1148 urkundlich erwähnt. 1343 geriet es unter österreichische Herrschaft. 1520 wurden die Freiherren von Stotzingen mit dem Dorf belehnt, die es 1661 an die Familie der Grafen Schenk von Castell verkauften. Der als Malefizschenk bekannt gewordene Franz Ludwig Schenk von Castell richtete hier sein Zuchthaus ein. Bekanntester Häftling des Zuchthauses war die bekannte Vagantin und Gaunerin Elisabetha Gaßner, die hier am 16. Juli 1788 hingerichtet wurde. 1806 kam Oberdischingen – wie die gesamte Gegend – zum Königreich Württemberg und wurde dem Oberamt Ehingen unterstellt. 1927 erwarb die Gemeinde das „Rittergut Oberdischingen“, welches auch das „Kanzleigebäude“ (heute Rathaus) umfasste.
Bei der Kreisreform während der NS-Zeit in Württemberg wurde Oberdischingen 1938 dem Landkreis Ehingen zugeordnet. 1945 wurde der Ort Teil der Französischen Besatzungszone und kam somit zum Nachkriegsland Württemberg-Hohenzollern, welches 1952 im Land Baden-Württemberg aufging.
1960 überschritt der Oberdischingen die 1000-Einwohner-Grenze.
Durch die Kreisreform von 1973 gelangte Oberdischingen zum Alb-Donau-Kreis.

### Religionen
1275 wurde Oberdischingen Sitz einer eigenen Pfarrei und ist bis heute katholisch geblieben. Das Gebäude der Pfarrkirche Zum heiligsten Namen Jesu wurde 1804 errichtet und ist als Schwäbisches Pantheon bekannt. Die Pfarrei gehört zur Seelsorgeeinheit Donau-Riß des Dekanats Ehingen-Ulm.

## Demographie
Einwohnerentwicklung:
| Jahr | Einwohner |
| ---- | --------- |
| 1990 | 1.754     |
| 2001 | 1.940     |
| 2011 | 2.048     |
| 2021 | 2.245     |

## Politik

### Verwaltungsgemeinschaft
Oberdischingen gehört der Vereinbarten Verwaltungsgemeinschaft der Stadt Ehingen (Donau) an.

### Schultheißen bis 1930, danach Bürgermeister
- 1824–1836 NN Schwarzmann
- 1836–1851 NN Braig
- 1851–1861 Johann Baptist Mack aus Schelklingen (* 16. Juni 1823, † 16. Juni 1861)
- 1861–1870 Stefan Ott
- 1870–1885 NN Freudenreich
- 1885–1896 Lukas Ott
- 1897–1904 NN Schwarzmann
- 1904–1923 Stefan Ott
- 1923–1944: Josef Schlick
- 1944–1945 Rupert Ströbele als Stellvertreter
- 1945–1946 Georg Rapp
- 1948–1952: Erich Klumpp
- 1952–1956: Vinzenz Ströbele
- 1956–1983: Alois Speiser
- 1983–1997: Hans Balleisen
- 1997–2014: Benno Droste
- 2014–2024: Friedrich Nägele (CDU)
- seit 2024: Wolfgang Schmauder (CDU)

Bürgermeister ist seit dem 1. Juni 2024 Wolfgang Schmauder (CDU). Er wurde am 3. März 2024 mit 84,1 Prozent der Stimmen gewählt.

### Gemeinderat
Der Gemeinderat in Oberdischingen hat zehn Mitglieder. Bei der Kommunalwahl am 9. Juni 2024 wurde der Gemeinderat durch Mehrheitswahl aus einer Einheitsliste gewählt. Mehrheitswahl findet statt, wenn kein oder nur ein Wahlvorschlag eingereicht wurde. Die Bewerber mit den höchsten Stimmenzahlen sind dann gewählt. Der Gemeinderat besteht aus den ehrenamtlichen Gemeinderäten und dem Bürgermeister als Vorsitzendem. Der Bürgermeister ist im Gemeinderat stimmberechtigt.

## Wirtschaft und Infrastruktur

### Verkehr
Oberdischingen ist durch die Bundesstraße 311 an das überregionale Straßennetz angebunden.
Durch eine Alltagsroute aus dem Radnetz Baden-Württemberg ist Oberdischingen über Erbach mit Ulm und in der anderen Richtung über Öpfingen mit Ehingen an der Donau verbunden.
Durch Oberdischingen führt als Landes-Fernradweg der Oberschwaben-Allgäu-Radweg. Er ist eine Rundstrecke über Ulm und Tettnang und verläuft dabei von Ehingen über dessen Stadtteil Blienshofen und über Niederhofen (Gemeinde Allmendingen) nach Oberdischingen. Weiter verläuft er nördlich der Bundesstraße und der Alltagsroute nach Erbach. 
Der Donauradweg von Donaueschingen über Passau, Wien und Budapest bis zur Mündung in das Schwarze Meer führt dicht an Oberdischingen vorbei. Er wird ab Tuttlingen auch als EuroVelo-Route EV6 und zwischen Tuttlingen und Passau als D-Route 6 geführt.

### Bildungseinrichtungen
Oberdischingen verfügt über eine Grundschule (Josef-Karlmann-Brechenmacher-Schule).
Ein Heimatmuseum wurde eingerichtet.

### Freizeit- und Sportanlagen
In Oberdischingen gibt es zwei Fußballplätze und vier Tennisplätze.

## Kultur und Sehenswürdigkeiten
Durch Oberdischingen verläuft der von Ulm herführende Oberschwäbische Jakobsweg nach Konstanz, ein Teilstück des historischen Jakobswegs, der im spanischen Santiago de Compostela endet.
← Vorhergehender Ort: Donaurieden | Oberdischingen | Nächster Ort: Ersingen →

Ulmer Münster |
Ulm |
Grimmelfingen |
Einsingen |
Erbach |
Donaurieden |
Oberdischingen |
Ersingen |
Rißtissen |
Untersulmetingen |
Obersulmetingen |
Schemmerberg |
Äpfingen |
Laupertshausen |
Mettenberg |
Biberach an der Riß |
Reute |
Grodt |
Muttensweiler |
Steinhausen |
Wallfahrtskirche Steinhausen |
Winterstettenstadt |
Bad Waldsee |
Bergatreute |
Weingarten |
Ravensburg |
Brochenzell
Östliche Route:
Meckenbeuren |
Tettnang |
Gießenbrücke |
Heiligenhof |
Atlashofen |
Hüttmannsberg |
Gattnau |
Arensweiler |
Selmnau |
Hattnau |
Nonnenhorn
Westliche Route:
Rammetshofen |
Unterteuringen |
Hepbach |
Leimbach |
Möggenweiler |
Markdorf |
Meersburg |
Bodensee |
Staad |
Konstanz |
Konstanzer Münster

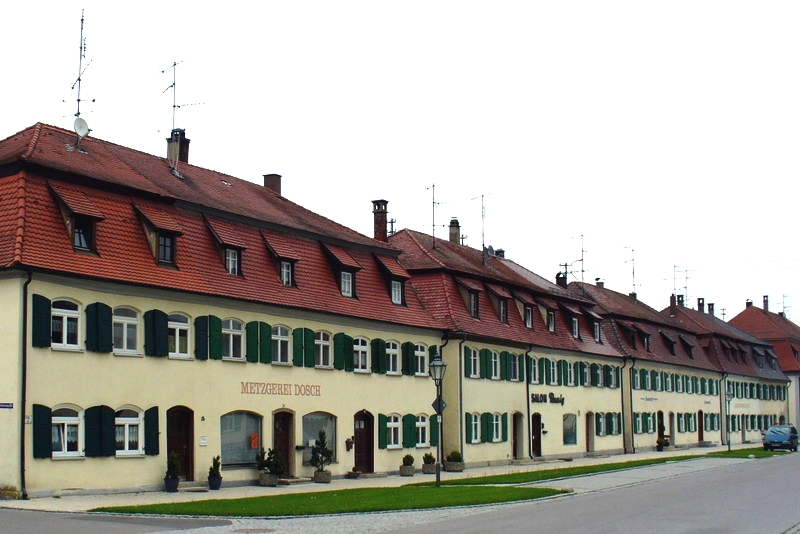
Herrengasse in Oberdischingen, 2004

Oberdischingen liegt an der Oberschwäbischen Barockstraße. Das außergewöhnliche historische Ortszentrum ist sehenswert.

### Bauwerke

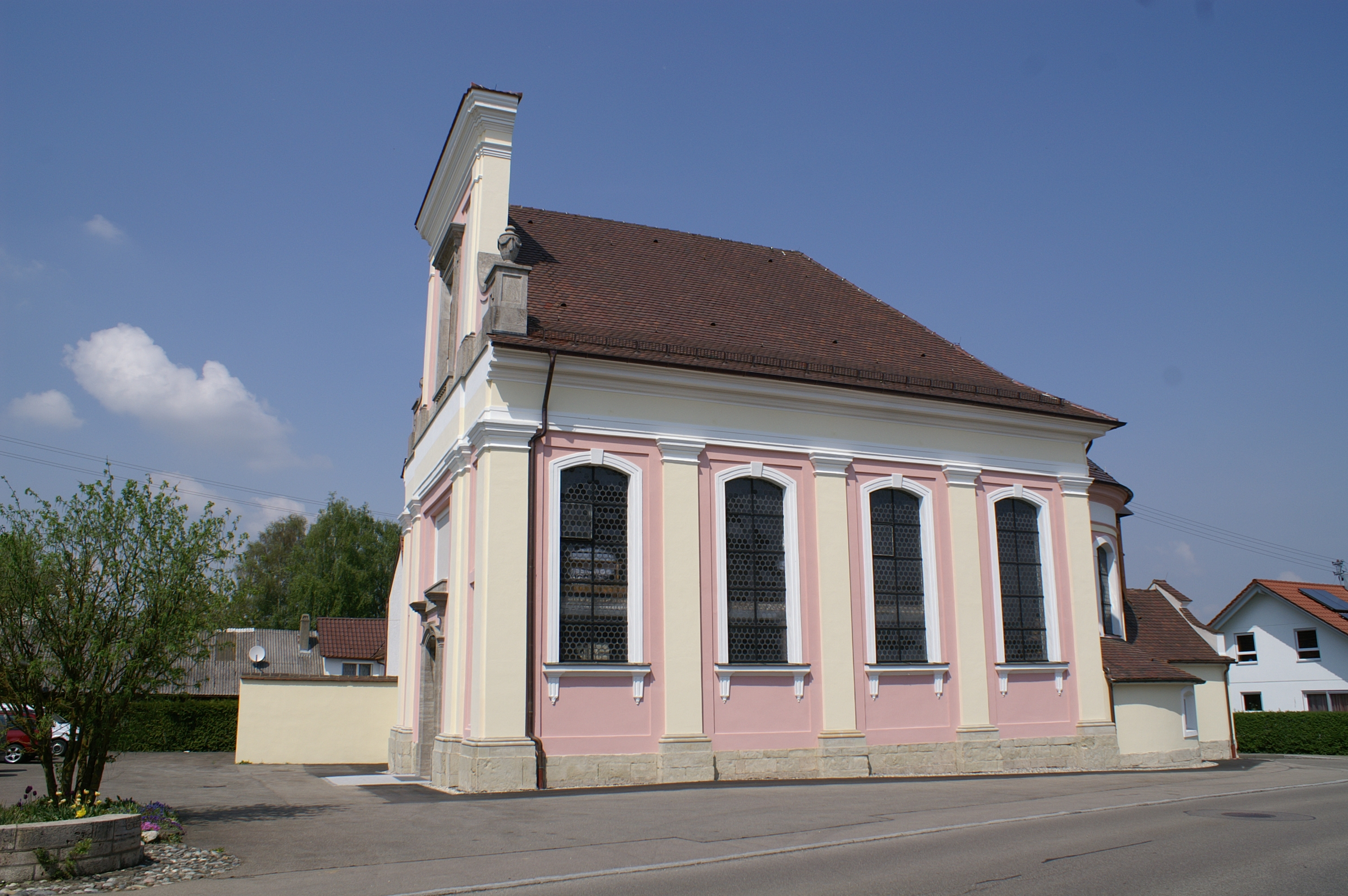
Dreifaltigkeitskapelle

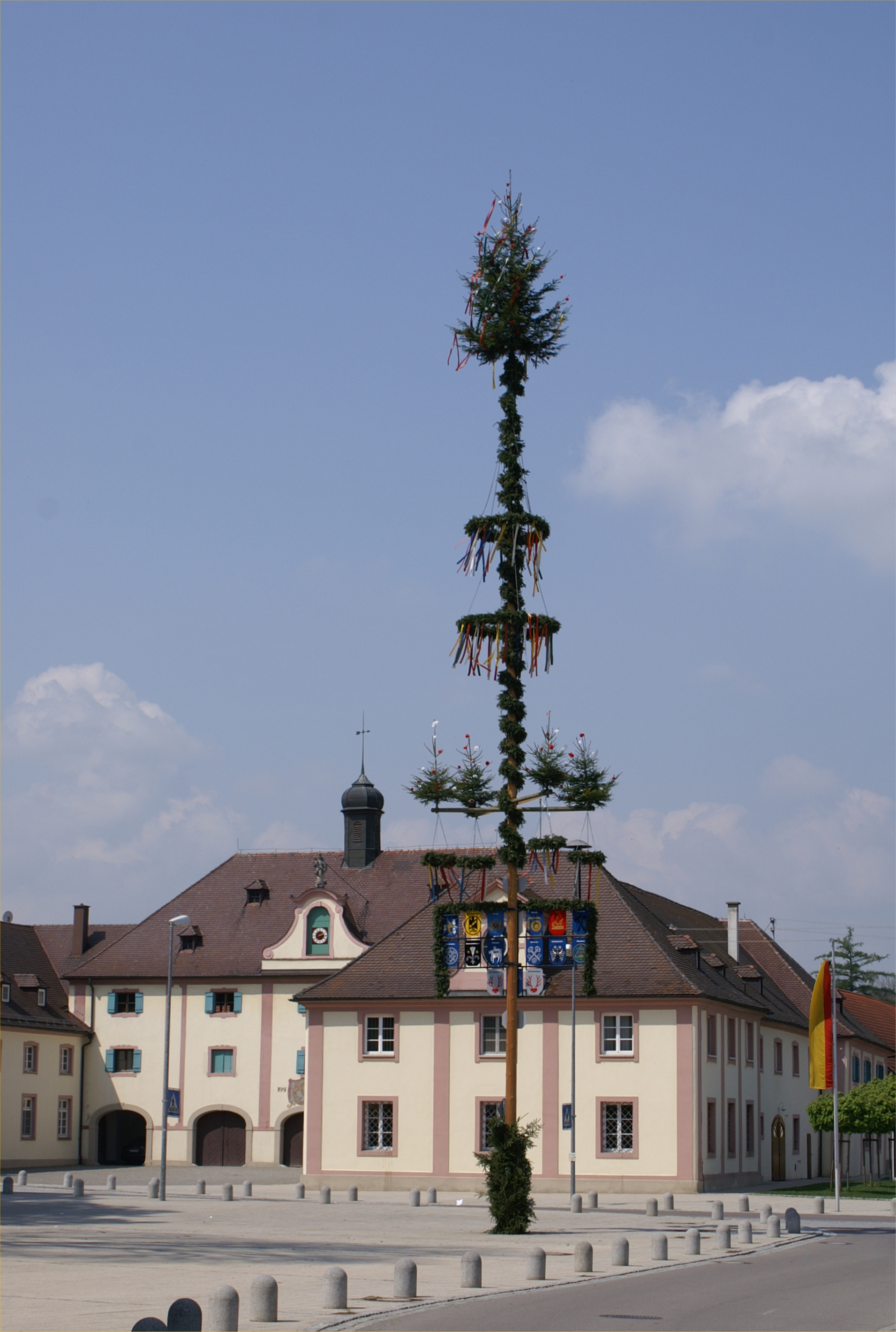
Kanzleigebäude am Schlossplatz

- Die Herrengasse wird von zwei Häuserreihen im französisch-barocken Mansard-Stil gebildet. Die beiden Reihen laufen schief aufeinander zu, so dass die Herrengasse perspektivisch länger erscheint. Erbaut wurde sie durch Franz Ludwig Reichsgraf Schenk von Castell (1736–1821), auch „Malefizschenk“ genannt, im Rahmen seiner Rolle bei der Strafverfolgung im Oberschwaben des 19. Jahrhunderts.[8]
- Katholische Pfarrkirche „Zum heiligsten Namen Jesu“ von 1804, auch Schwäbisches Pantheon genannt. Sie ersetzte die ehemalige Liebfrauenkirche, von der nur noch ein Mauerbruchstück als Gedenkstein (gegenüber dem Pfarrhaus) erhalten ist. Die Glocke von 1510 ist ebenfalls noch erhalten.
- Wallfahrtskirche Dreifaltigkeitskapelle von 1712
- Im dreiflügligen Kanzleigebäude aus dem Jahr 1767 befindet sich heute das Rathaus, ein Gemeindehaus und ein Vereinsheim

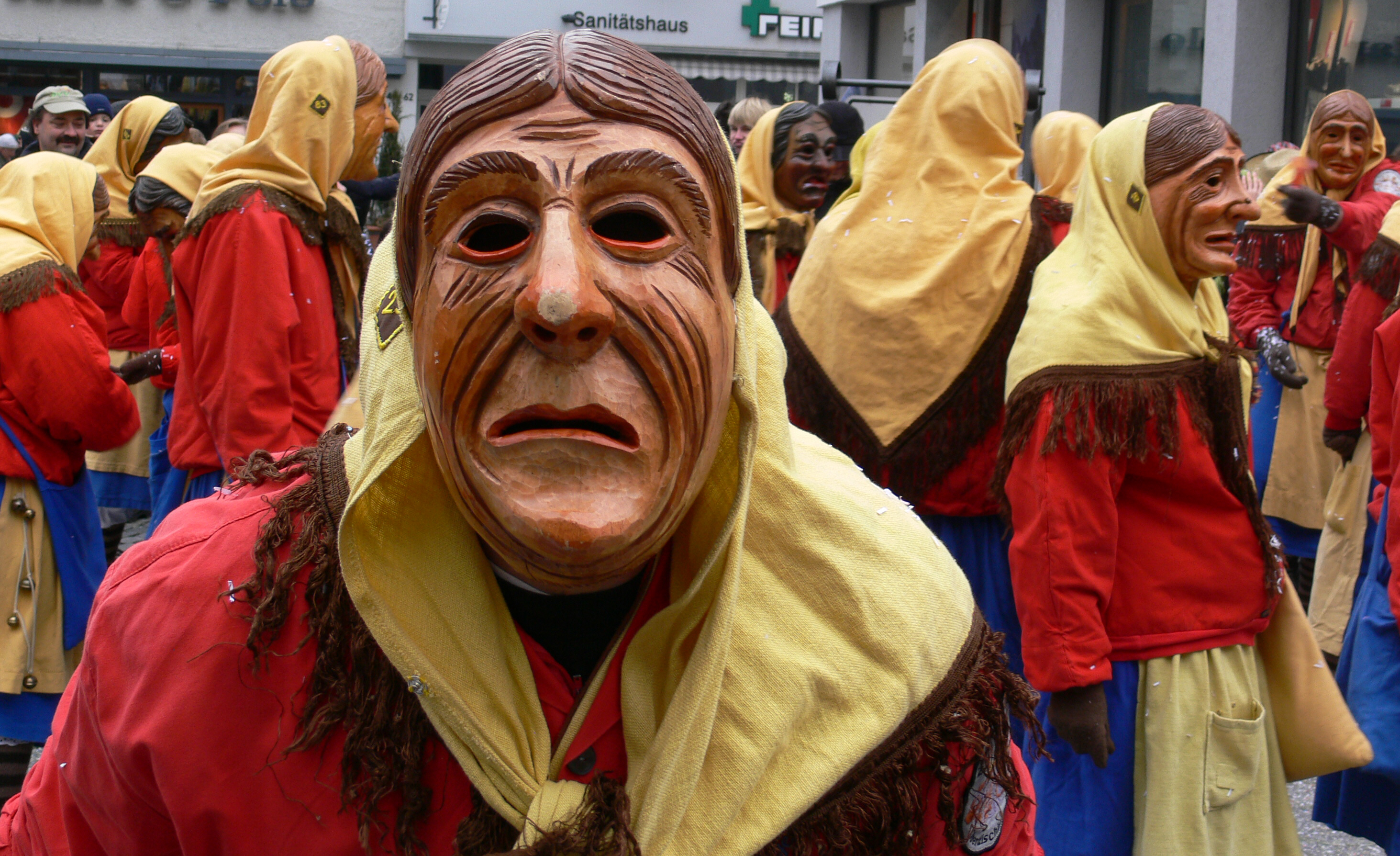
Malefizweiber der Narrengesellschaft Oberdischingen

### Regelmäßige Veranstaltungen
- Der Musikverein Oberdischingen veranstaltet sein traditionelles Osterkonzert am Ostersonntag. Das Parkfest findet im Juni statt und im Oktober gibt es auch ein Oktoberfest, beides wird vom Musikverein veranstaltet.
- Treibende Kraft der schwäbisch-alemannischen Fasnet ist die Narrengesellschaft Oberdischingen mit den aus der Geschichte des Ortes abgeleiteten Narrengruppen „Gauner“, „Henkertrommler“, „Malefizweiber“ und „Schlossgeister“.
- Der Sportverein Oberdischingen e. V. veranstaltet bereits seit 1979 die jährliche Dorfhockete in der Ortsmitte. Dieses Sommerfest findet am ersten Augustwochenende statt. Ebenfalls vom Sportverein wird am ersten Adventssamstag der Adventsbasar auf dem Kirchplatz ausgerichtet.

## Persönlichkeiten

### Ehrenbürger
- 1919: Adolf Munding: Arzt in Oberdischingen
- 1977: Stefan Ott (1900–1978): Oberdischinger Bürger, Germanist und Autor des Heimatbuchs
- 1984: Martin Übelhör (1914–2009), Pfarrer in Oberdischingen 1959 bis 1984
- ?: Alois Speiser (1920–2011), Bürgermeister von 1956 bis 1984

### Söhne und Töchter der Gemeinde
- Franz Ludwig Schenk von Castell (1736–1821), Bandenjäger
- Wilhelm Theodor von Renz (1834–1896), Mediziner, Königlicher Badearzt in Wildbad
- Josef Karlmann Brechenmacher (1877–1960), Etymologe
- Rudolf Volz (* 1956), Mathematiker und Autor für Musiktheater
- Karl-Heinz Ott (* 1957), Schriftsteller, Essayist und literarischer Übersetzer

### Sonstige Persönlichkeiten
- Elisabetha Gaßner (1747–1788), Markt- und Taschendiebin[9]
- Friedrich Salomon Kaulla (1807–1895), u. a. Ritter des Königlich württembergischen Kronordens, Enkel der Hoffaktorin Karoline Kaulla und seit 1851 Besitzer des „Ritterguts Oberdischingen“.